# Luscious López
Luscious López est le nom de scène d'une actrice pornographique américaine née le 11 septembre 1981 à Santa Cruz en Californie.
Elle est spécialisée dans les scènes anales.

## Biographie
Luscious López est, entre autres, spécialisée dans les scènes anales.
Elle se produit au Spearmint Rhino de City of Industry, en Californie.
Elle est également organisatrice de soirées de danse latine.

## Distinctions
Nominations
- 2006 XRCO Awards  – Unsung Siren.
- 2007 AVN Award – Best Anal Sex Scene en un Film (Manhunters – avec Marcos Leon).
- 2007 AVN Award – Best Group Sex Scene (Big Phat Wet Ass Orgy 2 – avec Annabelle, Luissa Rosso, Mya Kiss, Naomi, Sophia Castello, Velicity Von, Brian Pumper, Byron Long, Charlie Mac, Cun Tree, L.T. Turner, Mark Anthony et Nate Turnher)

## Filmographie sélective
- 2004 : New Wave Latinas 4
- 2005 : Latina Anal Assault 2
- 2006 : Big Phat Wet Ass Orgy 2
- 2007 : Pussy Party 24
- 2007 : Pussy Party 21
- 2007 : Women Seeking Women 33
- 2008 : Big Wet Asses 13
- 2009 : Anal Beach Buns 2
- 2009 : Superwhores 13[3]
- 2010 : Bulletface
- 2011 : She Craves Cock
- 2012 : Sumthin Bout Luscious Lopez
- 2013 : Ass Angels 10
- 2014 : Fresh Latinas 2
- 2015 : Girls of Bang Bros 47: Luscious Lopez